# Pallavolo Ornavasso 2013-2014
Questa voce raccoglie le informazioni riguardanti la Pallavolo Ornavasso nelle competizioni ufficiali della stagione 2013-2014.

## Stagione

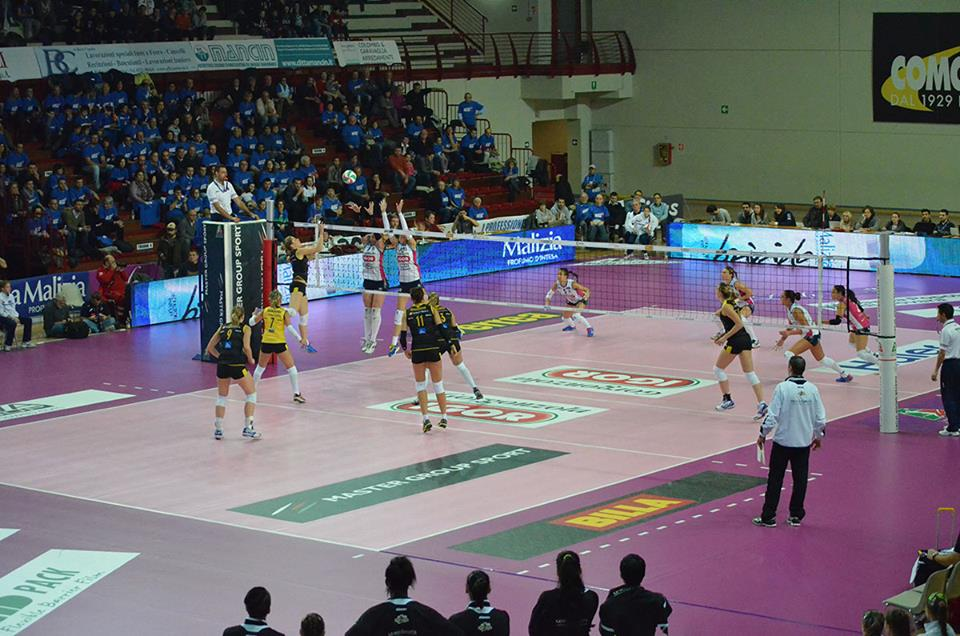
La squadra in una fase di gioco

La stagione 2013-14 è per la Pallavolo Ornavasso, sponsorizzata dall'Openjobmetis Ornavasso, la prima in Serie A1: la partecipazione è stata conquistata grazie alla vittoria dei play-off promozione al termine della Serie A2 2012-13; in panchina viene confermato Massimo Bellano, così come molte giocatrici autrici della promozione sono portate in Serie A1, tra cui Serena Moneta, Nikola Šenková e Sara Loda: tra gli innesti principali quelli di Noemi Signorile, Giulia Pisani, Cristina Chirichella, Daiana Mureșan, Matea Ikić, e, a campionato in corso, Logan Tom.
Il campionato inizia con una sconfitta contro la LJ Volley mentre la prima vittoria arriva nella giornata successiva, in trasferta, contro l'IHF Volley: a questa ne seguono altre due; il resto del girone di andata è però caratterizzato da sei stop consecutivi, dove la squadra di Ornavasso riesce a conquistare un solo punto, per aver portato al tie-break la sfida contro la Robur Tiboni Urbino Volley, chiudendo al nono posto in classifica. Anche il girone di ritorno si apre con una sconfitta, seguita da una vittoria, nuovamente contro la squadra di Frosinone, e poi con un nuovo insuccesso e una vittoria; dopo tre stop di fila, la regular season si chiude con il successo contro l'Imoco Volley, la sconfitta contro la Rubor Tiboni Urbino Volley ed una vittoria sul Volley Bergamo, che confermano la squadra al nono posto, posizione non utile per qualificarsi ai play-off scudetto.
Tutte le squadre partecipanti alla Serie A1 2013-14 sono di diritto qualificate alla Coppa Italia: la Pallavolo Ornavasso passa gli ottavi di finale grazie alla vittoria sia nella gara di andata che in quella di ritorno contro il club di Urbino, mentre viene eliminata dal torneo nei quarti di finale dal River Volley, che si aggiudica entrambe le gare.

## Organigramma societario
Area direttiva
- Presidente: Gianluca Morelli

Area tecnica
- Allenatore: Massimo Bellano
- Allenatore in seconda: Matteo Azzini
- Scout man: Alessandro Fontanini
- Assistente allenatore: Matteo Marucco

Area sanitaria
- Medico: Gianni Cagnoli
- Preparatore atletico: Marco Zenato

## Rosa
| N° | Nome                 | Ruolo | Data di nascita  | Nazionalità sportiva |
| -- | -------------------- | ----- | ---------------- | -------------------- |
| 1  | Valeria Zanin        | P     | 6 gennaio 1984   | Italia               |
| 1  | Barbara Bacciottini  | P     | 28 luglio 1994   | Italia               |
| 2  | Silvia Baradel       | P     | 2 giugno 1991    | Italia               |
| 3  | Giulia Pisani        | C     | 4 giugno 1992    | Italia               |
| 4  | Serena Moneta        | S     | 17 dicembre 1990 | Italia               |
| 5  | Nikola Šenková       | S     | 10 aprile 1989   | Rep. Ceca            |
| 7  | Alessia Ghilardi     | L     | 5 maggio 1979    | Italia               |
| 9  | Matea Ikić           | S     | 25 maggio 1989   | Croazia              |
| 10 | Federica Tasca       | C     | 29 gennaio 1989  | Italia               |
| 11 | Daiana Mureșan       | O     | 6 luglio 1990    | Romania              |
| 12 | Ivonne Montaño       | C     | 12 novembre 1995 | Colombia             |
| 13 | Noemi Signorile      | P     | 15 febbraio 1990 | Italia               |
| 14 | Logan Tom            | S     | 25 maggio 1981   | Stati Uniti          |
| 15 | Maria Chiara Gloder  | L     | 15 aprile 1995   | Italia               |
| 16 | Cristina Chirichella | C     | 10 febbraio 1994 | Italia               |
| 17 | Sara Loda            | S     | 22 agosto 1990   | Italia               |
| 17 | Marija Prša          | S     | 27 novembre 1989 | Croazia              |

## Mercato
| Acquisti | Acquisti             | Acquisti          | Acquisti   |
| R.       | Nome                 | da                | Modalità   |
| -------- | -------------------- | ----------------- | ---------- |
| P        | Barbara Bacciottini  | Savino Del Bene   | definitivo |
| C        | Cristina Chirichella | Robursport Pesaro | definitivo |
| S        | Matea Ikić           | IHF               | definitivo |
| C        | Ivonne Montaño       | ?                 | definitivo |
| O        | Daiana Mureșan       | Robursport Pesaro | definitivo |
| C        | Giulia Pisani        | Busto Arsizio     | prestito   |
| S        | Marija Prša          | ?                 | definitivo |
| P        | Noemi Signorile      | Robursport Pesaro | definitivo |
| S        | Logan Tom            | inattiva          | definitivo |
| P        | Valeria Zanin        | IHF               | definitivo |

| Cessioni | Cessioni              | Cessioni           | Cessioni   |
| R.       | Nome                  | a                  | Modalità   |
| -------- | --------------------- | ------------------ | ---------- |
| C        | Silvia Bertaiola      | easyvolley         | definitivo |
| P        | Sara Carloni          | Filottrano         | definitivo |
| P        | Nikolétta Koutouxídou | Nantes             | definitivo |
| S        | Sara Loda             | Bergamo            | definitivo |
| O        | Veronica Minati       | Nantes             | definitivo |
| S        | Serena Moneta         | Savino Del Bene    | definitivo |
| S        | Serena Mossetti       | Pallavolo Galliate | definitivo |
| C        | Giulia Salvi          | Antares            | definitivo |
| S        | Nikola Šenková        | New Libertas       | definitivo |
| P        | Valeria Zanin         | ?                  | definitivo |

## Risultati

### Serie A1

#### Girone di andata
| 1ª giornata - 20 ottobre 2013 PalAmico, Castelletto sopra Ticino  | Ornavasso | 2 - 3 | LJ                  | 19-25, 25-23, 25-20, 28-30, 10-15 |
| 2ª giornata - 27 ottobre 2013 Palazzetto dello Sport, Frosinone   | IHF       | 0 - 3 | Ornavasso           | 20-25, 20-25, 23-25               |
| 3ª giornata - 2 novembre 2013 PalAmico, Castelletto sopra Ticino  | Ornavasso | 3 - 2 | Busto Arsizio       | 25-17, 25-17, 20-25, 18-25, 15-13 |
| 4ª giornata - 24 novembre 2013 PalAmico, Castelletto sopra Ticino | Ornavasso | 3 - 0 | Forlì               | 25-13, 25-23, 25-17               |
| 5ª giornata - 1º dicembre 2013 PalaBanca, Piacenza                | River     | 3 - 0 | Ornavasso           | 25-16, 25-16, 25-20               |
| 7ª giornata - 15 dicembre 2013 Sporting Palace, Novara            | AGIL      | 3 - 0 | Ornavasso           | 26-24, 25-19, 25-20               |
| 8ª giornata - 22 dicembre 2013 PalAmico, Castelletto sopra Ticino | Ornavasso | 1 - 3 | Casalmaggiore       | 25-13, 20-25, 19-25, 23-25        |
| 9ª giornata - 26 dicembre 2013 PalaVerde, Villorba                | Imoco     | 3 - 1 | Ornavasso           | 25-21, 20-25, 25-18, 25-18        |
| 10ª giornata - 12 gennaio 2014 PalAmico, Castelletto sopra Ticino | Ornavasso | 2 - 3 | Robur Tiboni Urbino | 25-18, 20-25, 25-18, 16-25, 10-15 |
| 11ª giornata - 19 gennaio 2014 PalaNorda, Bergamo                 | Bergamo   | 3 - 0 | Ornavasso           | 29-27, 25-19, 25-20               |

#### Girone di ritorno
| 12ª giornata - 2 febbraio 2014 PalaPanini, Modena                 | LJ                  | 3 - 0 | Ornavasso | 25-21, 25-19, 25-22               |
| 13ª giornata - 9 febbraio 2014 PalAmico, Castelletto sopra Ticino | Ornavasso           | 3 - 0 | IHF       | 26-24, 25-18, 25-22               |
| 14ª giornata - 16 febbraio 2014 PalaYamamay, Busto Arsizio        | Busto Arsizio       | 3 - 0 | Ornavasso | 25-22, 25-21, 25-17               |
| 15ª giornata - 2 marzo 2014 PalaRomiti, Forlì                     | Forlì               | 0 - 3 | Ornavasso | 17-25, 24-26, 23-25               |
| 16ª giornata - 5 marzo 2014 PalAmico, Castelletto sopra Ticino    | Ornavasso           | 0 - 3 | River     | 19-25, 22-25, 17-25               |
| 18ª giornata - 16 marzo 2014 PalAmico, Castelletto sopra Ticino   | Ornavasso           | 2 - 3 | AGIL      | 22-25, 25-17, 13-25, 25-15, 10-15 |
| 19ª giornata - 23 marzo 2014 PalaFarina, Viadana                  | Casalmaggiore       | 3 - 0 | Ornavasso | 25-22, 25-20, 25-12               |
| 20ª giornata - 30 marzo 2014 PalAmico, Castelletto sopra Ticino   | Ornavasso           | 3 - 2 | Imoco     | 21-25, 15-25, 25-23, 29-27, 15-10 |
| 21ª giornata - 2 aprile 2014 PalaMondolce, Urbino                 | Robur Tiboni Urbino | 3 - 1 | Ornavasso | 26-24, 21-25, 25-23, 25-16        |
| 22ª giornata - 5 aprile 2014 PalAmico, Castelletto sopra Ticino   | Ornavasso           | 3 - 0 | Bergamo   | 25-22, 25-19, 25-17               |

### Coppa Italia

#### Fase a eliminazione diretta
| Ottavi di finale (andata) - 10 novembre 2013 PalAmico, Castelletto sopra Ticino | Ornavasso           | 3 - 0 | Robur Tiboni Urbino | 25-21, 25-15, 25-22        |
| Ottavi di finale (ritorno) - 17 novembre 2013 PalaMondolce, Urbino              | Robur Tiboni Urbino | 1 - 3 | Ornavasso           | 19-25, 19-25, 25-22, 26-28 |
| Quarti di finale (andata) - 26 gennaio 2014 PalAmico, Castelletto sopra Ticino  | Ornavasso           | 0 - 3 | River               | 15-25, 20-25, 15-25        |
| Quarti di finale (ritorno) - 30 gennaio 2014 PalaBanca, Piacenza                | River               | 3 - 0 | Ornavasso           | 25-19, 25-22, 25-22        |

## Statistiche

### Statistiche di squadra
| Competizione | Punti | In casa | In casa | In casa | In trasferta | In trasferta | In trasferta | Totale | Totale | Totale |
| Competizione | Punti | G       | V       | P       | G            | V            | P            | G      | V      | P      |
| ------------ | ----- | ------- | ------- | ------- | ------------ | ------------ | ------------ | ------ | ------ | ------ |
| Serie A1     | 22    | 10      | 5       | 5       | 10           | 2            | 8            | 20     | 7      | 13     |
| Coppa Italia | -     | 2       | 1       | 1       | 2            | 1            | 1            | 4      | 2      | 2      |
| Totale       | -     | 12      | 6       | 6       | 12           | 3            | 9            | 24     | 9      | 15     |

G = partite giocate; V = partite vinte; P = partite perse

### Statistiche dei giocatori
| Giocatore      | Serie A1 | Serie A1 | Serie A1 | Serie A1 | Serie A1 | Coppa Italia | Coppa Italia | Coppa Italia | Coppa Italia | Coppa Italia | Totale | Totale | Totale | Totale | Totale |
| Giocatore      | P        | PT       | AV       | MV       | BV       | P            | PT           | AV           | MV           | BV           | P      | PT     | AV     | MV     | BV     |
| -------------- | -------- | -------- | -------- | -------- | -------- | ------------ | ------------ | ------------ | ------------ | ------------ | ------ | ------ | ------ | ------ | ------ |
| B. Bacciottini | 5        | 1        | 0        | 0        | 1        | 1            | 1            | 0            | 1            | 0            | 6      | 2      | 0      | 1      | 1      |
| S. Baradel     | 0        | 0        | 0        | 0        | 0        | 2            | 0            | 0            | 0            | 0            | 2      | 0      | 0      | 0      | 0      |
| C. Chirichella | 20       | 151      | 90       | 50       | 11       | 4            | 25           | 18           | 5            | 2            | 24     | 176    | 108    | 55     | 13     |
| A. Ghilardi    | 20       | -        | -        | -        | -        | 4            | -            | -            | -            | -            | 24     | -      | -      | -      | -      |
| M. Gloder      | 1        | -        | -        | -        | -        | 2            | -            | -            | -            | -            | 3      | -      | -      | -      | -      |
| M. Ikić        | 20       | 217      | 188      | 16       | 13       | 4            | 36           | 32           | 3            | 1            | 24     | 253    | 220    | 19     | 14     |
| S. Loda        | 10       | 127      | 103      | 9        | 15       | 2            | 27           | 17           | 6            | 4            | 12     | 154    | 120    | 15     | 19     |
| S. Moneta      | 8        | 4        | 4        | 0        | 0        | 2            | 4            | 2            | 0            | 2            | 10     | 8      | 6      | 0      | 2      |
| I. Montaño     | 8        | 8        | 8        | 0        | 0        | 3            | 28           | 25           | 3            | 0            | 11     | 36     | 33     | 3      | 0      |
| D. Mureșan     | 20       | 301      | 250      | 43       | 8        | 4            | 49           | 41           | 7            | 1            | 24     | 350    | 291    | 50     | 9      |
| G. Pisani      | 14       | 72       | 37       | 33       | 2        | 4            | 15           | 12           | 3            | 0            | 18     | 87     | 49     | 36     | 2      |
| M. Prša        | 4        | 18       | 16       | 1        | 1        | -            | -            | -            | -            | -            | 4      | 18     | 16     | 1      | 1      |
| N. Šenková     | 8        | 5        | 5        | 0        | 0        | 1            | 1            | 1            | 0            | 0            | 9      | 6      | 6      | 0      | 0      |
| N. Signorile   | 20       | 34       | 17       | 12       | 5        | 4            | 5            | 4            | 0            | 1            | 24     | 39     | 21     | 12     | 6      |
| F. Tasca       | 20       | 105      | 66       | 36       | 3        | 4            | 13           | 10           | 3            | 0            | 24     | 118    | 76     | 39     | 3      |
| L. Tom         | 7        | 93       | 73       | 8        | 12       | -            | -            | -            | -            | -            | 7      | 93     | 73     | 8      | 12     |
| V. Zanin       | 1        | 0        | 0        | 0        | 0        | 1            | 0            | 0            | 0            | 0            | 2      | 0      | 0      | 0      | 0      |

P = presenze; PT = punti totali; AV = attacchi vincenti; MV = muri vincenti; BV = battute vincenti